# Adhortatio mulierum
Az Adhortatio mulierum (latin nyelven: asszonyok intése) a házasének népszerű műfajának parodisztikus változata.
A 16. század második felében keletkezett ismeretlen szerzőtől, az 1630 körül összeállított Lugossy-kódexben maradt fenn. Az ismeretlen szerzőről mindössze annyit tudunk, hogy énekét a Szamos mellett szerezte, ezért az irodalomtudomány Szamos-menti Névtelenként tartja nyilván. A mű feltehetőleg valamilyen alkalomra, talán egy lakodalomra készült, s pergő, játékos strófákban oktatja az asszonyokat a viselkedésről. Paraszti realizmus, néhol kedves, néhol durva humor jellemzi.
Ritmusában hasonlít Batizi András Házasságról való énekére (1546), illetve Tatár Benedek házasénekére. Nyomtatásban először 1883-ban jelent meg, a Régi Magyar Költők Tára negyedik kötetében.